# Kodrin
Kodrin je priimek v Sloveniji, ki ga je po podatkih Statističnega urada Republike Slovenije na dan 1. januarja 2010 uporabljalo 105 oseb.

## Znani nosilci priimka
- Andreja Kodrin, ekonomistka, menedžerka, podpornica podjetništva
- Andreja Čibron Kodrin (*1961), sociologinja, novinarka, publicistka...
- Lidija Kodrin, ekonomistka (menedžment marketinga)
- Mihael Kodrin (1924-2020), biolog, predstojnik naravoslovne smeri na ravenski gimnaziji
- Stanko Kodrin (*1935), obramboslovec, letalec in publicist
- Tilen Kodrin (*1994), rokometaš